# Ramanovský laser
Ramanovský laser je druh laseru využívající Ramanův jev, jejž objevil roku 1928 pozdější nositel Nobelovy cena za fyziku Chandrasekhara Venkata Raman. Světlo dopadající na látku způsobuje, že její atomy kolektivně vibrují. Fotony dopadající na látku získávají nebo ztrácí energii, což má za následek vyzařování sekundárního světla s jinou vlnovou délkou. Ramanovský laser toto sekundární světlo využívá; dochází k jeho odrazu a zesílení v rezonátoru, čímž vzniká koherentní laserový svazek.
V roce 2002 demonstrovali vědci z univerzity v Los Angeles emisi Ramanova světla z optických vláken spojených s krystalem křemíku. Díky své krystalické struktuře atomy křemíku ozářené světlem snadno vibrují; Ramanův jev je v něm 10 000krát silnější než ve skle. Roku 2004 pak uvedli do provozu první křemíkový laser. V únoru 2005 ohlásili další pokrok vědci společnosti Intel - druhou generaci křemíkových laserů které mohou pracovat v nepřetržitém režimu.